# Saronische Inseln

Saronischer Golf mit Saronischen Inseln

Als Saronische Inseln (griechisch Νησιά του Αργοσαρωνικού, Nisiá tou Argosaronikoú, auch: die Saronen) wird eine Gruppe von sieben größeren (und zahlreichen kleineren) Inseln bezeichnet, die zum Teil im Saronischen Golf der Ägäis, zum Teil südlich vor der Halbinsel Argolis liegen. Die Saronischen Inseln sind vor allem bei griechischen Touristen sehr beliebt. Sie gehören zum Präfekturbezirk Piräus und damit zur griechischen Region Attika. Der griechische Begriff ‚Argosaronische Inseln‘ umfasst auch einige weitere kleine, unbewohnte Inseln im Argolischen Golf, die politisch zur Region Peloponnes gehören. Die Saronischen Inseln bzw. der Saronische Golf bekamen ihren Namen durch den mythischen König Saron, der beim psifäischen See in vorgeschichtlicher Zeit bei der Jagd ertrunken sein soll.
Zur Inselgruppe der Saronen zählen: 
- Salamis (91,503 km²)
- Ägina (77,014 km²)
- Angistri (11,732 km²)
- Methana (50,16 km², Halbinsel!)
- Hydra (49,586 km²)
- Poros (22,841 km²)
- Spetses (20,263 km²)
- Dokos (13,537 km²)[1]

Die bewohnten Inseln sind mit Fähren direkt von Piräus zu erreichen. Auf allen Inseln gibt es Übernachtungsmöglichkeiten.
Geologisch gehören die (Halb-)Inseln Ägina, Methana und Poros zu den nordwestlichsten Ausläufern des Ägäischen Inselbogens, auf dem die heute noch als aktiv geltenden Vulkane Methana, Milos, Santorin und Nisyros liegen. Methana ist zwar geographisch eine Halbinsel, zählt aber landschaftlich und verkehrstechnisch eher zu den Inseln des Saronischen Golfs.